# The Full Monty
Pour les articles homonymes, voir Le Grand Jeu, Full, The Full Monty (homonymie) et Monty.
Série
The Full Monty, la série
(2023)
Pour plus de détails, voir Fiche technique et Distribution.
The Full Monty - Le Grand Jeu ou Le Grand Jeu au Québec et au Nouveau-Brunswick (The Full Monty) est un film britannique réalisé par Peter Cattaneo, sorti en 1997.
Une série télévisée est diffusée en 2023 et se déroule 26 ans après le film.
Le film est inspiré de la pièce de théatre Ladies Night (en) écrite en 1987 par Anthony McCarten et Stephen Sinclair.
"Full Monty" est une expression britannique qui signifie "la totale". Ce qui, dans le contexte du film The Full Monty / Le Grand jeu qui met en scène des stripteaseurs, a forcément un sens très imagé ! Seulement six membres du casting auraient effectué ce fameux "full monty" dans le film, et ce devant 400 figurants.

## Synopsis
Dans le nord de l'Angleterre, la ville de Sheffield a subi de plein fouet la crise de la métallurgie des années 1980. Gaz est l'une des victimes de la morosité économique. Son horizon se limite aux usines désaffectées et aux friches industrielles. Séparé de sa femme, chômeur, Gaz se débrouille comme il peut pour conserver l'affection de son fils.
Dans ce quotidien plutôt terne, la venue des Chippendales, un groupe de strip-teaseurs, crée l'événement. Le succès phénoménal de ces messieurs inspire à Gaz une idée des plus saugrenues : monter son propre spectacle de déshabillage progressif. Aidé de son corpulent ami Dave, Gaz organise une audition pour recruter les membres de la fine équipe et organiser les premières répétitions dans un hangar.

## Fiche technique
Sauf indication contraire, les informations mentionnées dans cette section peuvent être confirmées par les bases de données cinématographiques IMDb et Allociné,  présentes dans la section « Liens externes ».
- Titre original : The Full Monty
- Titre français : The Full Monty : Le Grand Jeu
- Titre québécois : Le Grand Jeu[1]
- Réalisation : Peter Cattaneo
- Scénario : Simon Beaufoy
- Musique : Anne Dudley
- Direction artistique : Chris Roope
- Décors : Max Gottlieb
- Costumes : Jill Taylor
- Photographie : John de Borman (en)
- Son : Chris Dibble, Steve Price, Adrian Rhodes
- Montage : David Freeman et Nick Moore
- Production : Uberto Pasolini
  - Production associée : Lesley Stewart
  - Coproduction : Paul Bucknor et Polly Leys
- Sociétés de production :
  - Royaume-Uni : Redwave Films, développé par Channel Four Films
  - États-Unis : Twentieth Century Fox (titulaires de droits d'auteur)
- Distribution : Twentieth Century Fox (Royaume-Uni) ; Fox Searchlight Pictures (États-Unis) ; UGC Fox Distribution (France)
- Budget : 3,5 millions USD[2],[3],[4]
- Pays de production :  Royaume-Uni,  États-Unis[5]
- Langue originale : anglais
- Format : couleur (Metrocolor) — 35 mm — 1,85:1 — son Dolby Digital
- Genre : comédie dramatique
- Durée : 91 minutes
- Dates de sortie[6] :
  - États-Unis : 13 août 1997 (sortie limitée) ; 19 septembre 1997 (sortie nationale)
  - Royaume-Uni : 29 août 1997
  - France : 22 octobre 1997[7]
  - Belgique : 12 novembre 1997[8]
- Classification[9] :
  - Royaume-Uni : interdit aux moins de 15 ans (15 - Suitable only for 15 years and over)[10]
  - États-Unis : les enfants de moins de 17 ans doivent être accompagnés d'un adulte (R – Restricted)[N 1]
  - France : tous publics[11]
  - Belgique : tous publics (Alle Leeftijden)[8]
  - Québec : tous publics (G - General Rating)[1]

## Distribution
- Robert Carlyle (VF : Éric Herson-Macarel) : Gary « Gaz » Scofield
- Tom Wilkinson (VF : Philippe Catoire) : Gerald Cooper
- Mark Addy (VF : Daniel Kenigsberg) : Dave Orsfall
- William Snape (VF : Daniel Dandre) : Nathan Scofield
- Steve Huison (VF : Pierre Baux) : Lomper
- Paul Barber (VF : Jean-Michel Martial) : Michel « Horse » Barrington
- Hugo Speer (VF : Laurent Natrella) : Guy
- Lesley Sharp (VF : Laurence Crouzet) : Jean Orsfall
- Emily Woof (VF : Valérie Karsenti) : Mandy
- Deirdre Costello : Linda
- Paul Butterworth : Barry
- Dave Hill (VF : François Siener) : Alan
- Bruce Jones : Reg
- Andrew Livingston : Terry
- Vinny Dhillon : Sharon
- Malcolm Pitt (VF : Mathieu Buscatto) : Le Manager du club

## Bande originale
1. The Zodiac - David Lindup
2. You Sexy Thing - Hot Chocolate
3. You Can Leave Your Hat On - Tom Jones[12],[13]
4. Moving On Up - M People
5. Make Me Smile (Come Up And See Me) - Steve Harley & Cockney Rebel
6. The Full Monty - Anne Dudley
7. The Lunchbox Has Landed - Anne Dudley
8. Land Of A 1000 Dances - Wilson Pickett
9. Rock And Roll, Part 2 - Gary Glitter
10. Hot Stuff - Donna Summer
11. We Are Family - Sister Sledge
12. Flashdance... What A Feeling '95 - Irene Cara
13. The Stripper - Joe Orchestra Loss
14. Je t'aime… moi non plus - Serge Gainsbourg & Jane Birkin

## Accueil

### Accueil critique
- Sur le site agrégateur américain Rotten Tomatoes, le film bénéficie d'un taux d'approbation de 96 % basé sur 55 critiques collectées (53 critiques positives et 2 négatives) obtenant une moyenne de 7,5⁄10. Le consensus critique du site Web se lit comme suit : « Effronté et d'une bonhomie contagieuse, The Full Monty dévoile son grand cœur battant avec une dose sournoise de comédie grivoise. »[14]
- Sur Metacritic, le film a une partition de 75⁄100 sur la base de 31 critiques collectées. Quant au public, il est plutôt reconnaissant en obtenant une moyenne de 7,6⁄10 sur la base de 73 évaluations[15].

### Box-office
Le film a connu un très important succès commercial, rapportant environ 257 938 000 $ au box-office mondial pour un budget de 3 500 000 $. En France, il a réalisé 3 546 419 entrées.

## Distinctions

### Récompenses
| Récompenses 1997-2018 du film The Full Monty - Le Grand Jeu | Récompenses 1997-2018 du film The Full Monty - Le Grand Jeu | Récompenses 1997-2018 du film The Full Monty - Le Grand Jeu                   | Récompenses 1997-2018 du film The Full Monty - Le Grand Jeu                                                                                           |
| Années                                                      | Évènements                                                  | Catégories / Récompenses                                                      | Lauréat(es) |
| ----------------------------------------------------------- | ----------------------------------------------------------- | ----------------------------------------------------------------------------- | --- |
| 1997                                                        | Awards Circuit Community Awards (ACCA)                      | Mentions honorables (Les dix prochains prétendants au titre de meilleur film) | The Full Monty |
| 1997                                                        | British Comedy Awardss                                      | Meilleur film de comédie                                                      | The Full Monty |
| 1997                                                        | Dinard Festival du film britannique                         | Hitchcock d'or                                                                | Peter Cattaneo |
| 1997                                                        | Dinard Festival du film britannique                         | Prix du public                                                                | Peter Cattaneo |
| 1997                                                        | European Film Awards                                        | Prix du public du cinéma européen du meilleur film                            | The Full Monty |
| 1997                                                        | European Film Awards                                        | Film européen de l'année                                                      | Uberto Pasolini |
| 1997                                                        | Festival international du film de Saint-Sébastien           | Prix OCIC                                                                     | Peter Cattaneo |
| 1997                                                        | Festival international du film d'Édimbourg                  | Prix du Public                                                                | Peter Cattaneo |
| 1997                                                        | Festival international du film de Varsovie                  | Prix du public                                                                | Peter Cattaneo |
| 1997                                                        | Torino International Festival of Young Cinema               | Prix Cipputi                                                                  | Peter Cattaneo |
| 1998                                                        | American Choreography Awards                                | Réalisation exceptionnelle d'un long métrage                                  | Suzanne Grand |
| 1998                                                        | BAFTA Awards                                                | British Academy Film Award du meilleur film                                   | Uberto Pasolini |
| 1998                                                        | BAFTA Awards                                                | British Academy Film Award du meilleur acteur                                 | Robert Carlyle |
| 1998                                                        | BAFTA Awards                                                | British Academy Film Award du meilleur acteur dans un second rôle             | Tom Wilkinson |
| 1998                                                        | BAFTA Awards                                                | Prix du public                                                                | The Full Monty |
| 1998                                                        | Bodil Awards                                                | Meilleur film en langue étrangère                                             | Peter Cattaneo |
| 1998                                                        | Brit Awards                                                 | Meilleure bande originale de film                                             | The Full Monty |
| 1998                                                        | Butaca Awards (en)                                          | Meilleur film d'art et d'essai                                                | Peter Cattaneo |
| 1998                                                        | Danish Film Awards (Robert)                                 | Robert du meilleur film étranger                                              | Peter Cattaneo |
| 1998                                                        | David di Donatello Awards                                   | David du meilleur film étranger                                               | Peter Cattaneo |
| 1998                                                        | Empire Awards                                               | Meilleur film britannique                                                     | The Full Monty |
| 1998                                                        | Evening Standard British Film Awards                        | Meilleur film                                                                 | Peter Cattaneo |
| 1998                                                        | Evening Standard British Film Awards                        | Meilleur acteur                                                               | Robert Carlyle |
| 1998                                                        | German Film Awards                                          | Meilleur film étranger                                                        | The Full Monty |
| 1998                                                        | London Critics Circle Film Awards                           | Film britannique de l'année                                                   | The Full Monty |
| 1998                                                        | London Critics Circle Film Awards                           | Acteur britannique de l'année                                                 | Robert Carlyle |
| 1998                                                        | London Critics Circle Film Awards                           | Révélation britannique de l'année                                             | Peter Cattaneo |
| 1998                                                        | London Critics Circle Film Awards                           | Scénariste britannique de l'année                                             | Simon Beaufoy |
| 1998                                                        | London Critics Circle Film Awards                           | Producteur britannique de l'année                                             | Uberto Pasolini |
| 1998                                                        | MTV Movie & TV Awards                                       | Meilleur nouveau réalisateur                                                  | Peter Cattaneo |
| 1998                                                        | Online Film Critics Society Awards                          | Les dix meilleurs films de l'année                                            | 9e place |
| 1998                                                        | Oscars                                                      | Meilleure partition originale pour un film musical ou une comédie             | Anne Dudley |
| 1998                                                        | Prix Goya                                                   | Prix Goya du meilleur film européen                                           | Peter Cattaneo |
| 1998                                                        | Prix Sant Jordi du cinéma                                   | Meilleur acteur dans un film étranger                                         | Robert Carlyle |
| 1998                                                        | Producers Guild of America Awards                           | Prix Nova des producteurs de film les plus prometteurs                        | Uberto Pasolini |
| 1998                                                        | Screen Actors Guild Awards                                  | Meilleure distribution                                                        | Mark Addy, Paul Barber, Robert Carlyle, Deirdre Costello, Steve Huison, Bruce Jones, Lesley Sharp, Wim Snape, Hugo Speer, Tom Wilkinson et Emily Woof |
| 2018                                                        | 20/20 Awards                                                | Meilleure chanson                                                             | You Can Leave Your Hat On |

### Nominations
| 1998 | Australian Film Institute                         | Meilleur film étranger                                                  | Peter Cattaneo et Uberto Pasolini                                                 |
| 1998 | BAFTA Awards                                      | Prix Alexander Korda du meilleur film britannique                       | Uberto Pasolini                                                                   |
| 1998 | BAFTA Awards                                      | Prix David Lean du meilleur réalisateur                                 | Peter Cattaneo                                                                    |
| 1998 | BAFTA Awards                                      | Prix Anthony Asquith de la meilleure musique de film                    | Anne Dudley                                                                       |
| 1998 | BAFTA Awards                                      | Meilleur acteur dans un second rôle                                     | Mark Addy                                                                         |
| 1998 | BAFTA Awards                                      | Meilleur scénario original                                              | Simon Beaufoy                                                                     |
| 1998 | BAFTA Awards                                      | Meilleure actrice dans un second rôle                                   | Lesley Sharp                                                                      |
| 1998 | BAFTA Awards                                      | Meilleur montage                                                        | David Freeman et Nick Moore                                                       |
| 1998 | BAFTA Awards                                      | Meilleur son                                                            | Alistair Crocker, Adrian Rhodes et Ian Wilson                                     |
| 1998 | César                                             | Meilleur film étranger                                                  | The Full Monty                                                                    |
| 1998 | Chlotrudis Awards                                 | Meilleur film                                                           | The Full Monty                                                                    |
| 1998 | Chlotrudis Awards                                 | Meilleur acteur dans un second rôle                                     | Mark Addy                                                                         |
| 1998 | Critics' Choice Movie Awards                      | Meilleur film                                                           | The Full Monty                                                                    |
| 1998 | Dallas-Fort Worth Film Critics Association Awards | Meilleur film                                                           | The Full Monty                                                                    |
| 1998 | Golden Globes                                     | Meilleur film musical ou comédie                                        | The Full Monty                                                                    |
| 1998 | Motion Picture Sound Editors                      | Meilleur montage musical dans un film (Etranger et National)            | The Full Monty                                                                    |
| 1998 | Motion Picture Sound Editors                      | Meilleur montage son d'un film en langue étrangère                      | The Full Monty                                                                    |
| 1998 | MTV Movie & TV Awards                             | Meilleure scène de danse                                                | Mark Addy, Paul Barber, Robert Carlyle, Steve Huison, Hugo Speer et Tom Wilkinson |
| 1998 | Online Film and Television Association            | Meilleure révélation masculine                                          | Mark Addy                                                                         |
| 1998 | Online Film and Television Association            | Meilleur film comique/musical                                           | Uberto Pasolini                                                                   |
| 1998 | Oscars                                            | Meilleur film                                                           | Uberto Pasolini                                                                   |
| 1998 | Oscars                                            | Meilleur réalisateur                                                    | Peter Cattaneo                                                                    |
| 1998 | Oscars                                            | Meilleur scénario original                                              | Simon Beaufoy                                                                     |
| 1998 | Satellite Awards                                  | Meilleur film musical ou comédie                                        | Uberto Pasolini                                                                   |
| 1998 | Satellite Awards                                  | Meilleur acteur dans un film musical ou une comédie                     | Robert Carlyle                                                                    |
| 1998 | Satellite Awards                                  | Meilleur acteur dans un second rôle dans un film musical ou une comédie | Mark Addy                                                                         |
| 1998 | Satellite Awards                                  | Meilleur scénario original                                              | Simon Beaufoy                                                                     |
| 1998 | Turkish Film Critics Association (SIYAD) Awards   | Meilleur film étranger                                                  | 4e place                                                                          |
| 1998 | Writers Guild of America Awards                   | Meilleur scénario original                                              | Simon Beaufoy                                                                     |
| 2001 | Awards Circuit Community Awards (ACCA)            | Meilleur film en langue étrangère                                       | The Full Monty                                                                    |
| 2007 | Satellite Awards                                  | Meilleur DVD classique                                                  | The Full Monty                                                                    |
| 2018 | 20/20 Awards                                      | Meilleur scénario original                                              | Simon Beaufoy                                                                     |
| 2018 | 20/20 Awards                                      | Meilleure comédie ou comédie musicale                                   | Anne Dudley                                                                       |
| 2018 | 20/20 Awards                                      | Meilleur montage de film                                                | David Freeman et Nick Moore                                                       |

### Sélection
- Festival Chrétien du Cinéma 2006 : hors-compétition - longs métrages

### Autre
- Inscription sur la liste des dix meilleurs films du National Board of Review de l'année 1997.

## Exploitation

### Adaptations
Le film est adapté d'une pièce de théâtre de 1987 intitulée Ladies Night (en), écrite par Anthony Mac Carten, Stephen Sinclair et Jacques Collard, et adonné lieu à une adaptation en comédie musicale, montée pour la première fois à Broadway en 2000.
En 2022, il est annoncé que Disney+ diffusera une mini-série faisant suite au film. Simon Beaufoy est annoncé comme créateur, scénariste et producteur. Les retours de Robert Carlyle, Tom Wilkinson et Mark Addy sont confirmés. The Full Monty, la série est diffusée courant 2023.

### Éditions en vidéo
En France, le film The Full Monty est sorti en DVD le 28 juin 2000. Par la suite, le film est ressorti en DVD édition prestige version longue le 3 août 2006, DVD édition collector le 1er septembre 2012, puis en Blu-ray le 26 février 2014 et en VOD le 1er août 2014.

## Autour du film
- La scène d'entrainement sportif dirigé par Gerald a été tournée quelques mois après la fin du tournage pour que le film puisse atteindre une durée standard. Si l'on retrouve Dave, Lomper, Horse et Guy, Gaz quant à lui n'apparaît pas et pour cause, Robert Carlyle était indisponible pour jouer la scène.
- On peut relever deux détails incohérents dans le film :
  - L'usine désaffectée, où Gaz et Dave travaillaient jadis, semble bien délabrée. Or, selon les dires de Gerald plus tard au Job Club, cette usine a fermé six mois auparavant. Par conséquent, elle est censée être en meilleur état.
  - Lorsqu'il vole un exemplaire de la VHS du film Flashdance au supermarché, Dave se met à courir au moment d'atteindre la sortie, l'alarme sonnant, puis est aperçu par un employé rangeant des caddies. Plus tard, Dave est engagé dans ce même magasin comme vigile. Or il aurait été peu probable qu'il puisse être embauché puisque le même employé l'aurait reconnu comme étant le voleur.
- On relève également quelques faux raccords[25] :
  - Lorsque Gaz se jette sur Gerald après que celui-ci l'a provoqué, il jette une chaise à sa gauche. Sur le plan large qui suit, cette même chaise n'apparaît plus.
  - Au moment où Alan discute avec Gaz tout en déchargeant ses caisses de bières, il affirme à ce dernier que s'il ne donne pas son spectacle, il se retrouvera avec toute sa cargaison un vendredi soir. Or sur les affiches que Gaz et ses camarades collent sur les murs, le spectacle est annoncé non pas le vendredi mais le samedi.
  - Lorsque Dave marche à travers les rayons du supermarché pour surveiller, il passe derrière un couple. Plus tard, au moment où Gaz revient le voir, Dave repasse derrière ce même couple.
  - Lorsque les protagonistes donnent leurs noms à l'agent d'accueil du commissariat, l'horloge en arrière plan indique 11h42. Plus tard, lorsqu'ils regardent l'enregistrement du spectacle-test dans l'usine désaffectée, l'heure de la caméra de surveillance (au moment de l'enregistrement) indique 12h27.
  - Au moment où Gaz et ses camarades jettent leurs chemises à la foule, on peut apercevoir Horse répéter le geste deux plans plus tard.
- Dans La Débauche, bande dessinée de Jacques Tardi et Daniel Pennac, Lili et Justin vont voir ce film au cinéma. Lili commente en disant qu'elle le trouve « contemporain ».